# Fuzz (album)
Albums de Fuzz
II
(2015)
Fuzz est le premier album du groupe éponyme californien alors composé de Ty Segall, Charles Moothart et Roland Cosio. L'album est sorti en septembre 2013 sur le label In the Red. Le son proposé se rattache au garage rock et au rock psychédélique. L'album a reçu un bon accueil critique, certains articles le comparant aux productions d'illustres aînés tels les premiers albums de Black Sabbath.

## Fiche technique

### Liste des titres
Toutes les chansons sont écrites et composées par Ty Segall et Charles Moothart.
| Fuzz  | Fuzz               | Fuzz  | Fuzz | Fuzz | Fuzz | Fuzz | Fuzz | Fuzz | Fuzz |
| No    | Titre              | Durée |      |      |      |      |      |      |      |
| ----- | ------------------ | ----- | ---- | ---- | ---- | ---- | ---- | ---- | ---- |
| 1.    | Earthen Gate       | 5:01  |      |      |      |      |      |      |      |
| 2.    | Sleigh Ride        | 3:12  |      |      |      |      |      |      |      |
| 3.    | What's In My Head? | 3:55  |      |      |      |      |      |      |      |
| 4.    | HazeMaze           | 5:50  |      |      |      |      |      |      |      |
| 5.    | Loose Sutures      | 6:13  |      |      |      |      |      |      |      |
| 6.    | Preacher           | 2:21  |      |      |      |      |      |      |      |
| 7.    | Raise              | 3:43  |      |      |      |      |      |      |      |
| 8.    | One                | 6:06  |      |      |      |      |      |      |      |
| 36:23 |                    |       |      |      |      |      |      |      |      |

### Crédits
- Ty Segall - chant, batterie
- Charles Moothart - chant, guitare
- Roland Cosio - basse

## Réception
Fuzz a été bien accueilli par les critiques spécialisés, il possède un score agrégé de 79/100 sur Metacritic. Les auteurs s'accordent à dire que l'album est sombre ; sur le site internet Pitchfork, Evan Minsker donne une note de 7,3/10 à l'album. Il compare le LP à ce qu'auraient fait les membres de Blue Cheer s'ils avaient eu une obsession pour le meurtre. L'auteur apprécie la densité des rythmes délivrés en un temps assez court. Sur AllMusic, les sonorités sont comparées à celles du Black Sabbath des débuts : l'auteur remarque que le poids des différentes influences n'empêche pas Fuzz de proposer « un ensemble de titres audacieux qui cassent la baraque ». En France, l'auteur de la critique pour l'hebdomadaire Les Inrockuptibles regrette parfois un manque de lisibilité mais est impressionné par des « salves de larsens aussi âpres que tendus ».